# Temporada 2001-02 de la NBA
La temporada 2001-02 de la NBA fue la quincuagésima sexta en la historia de la liga. La temporada finalizó con Los Angeles Lakers como campeones por tercer año consecutivo tras ganar a New Jersey Nets por 4-0.

## Aspectos destacados
- Los Grizzlies se mudaron de Vancouver, Columbia Británica a Memphis, Tennessee. Su primera temporada la jugaron en The Pyramid.
- Los Hornets disputaron su última campaña en Charlotte antes de trasladarse a New Orleans.
- San Antonio Spurs jugó por última temporada sus partidos como local en el Alamodome.
- El All-Star Game de la NBA de 2002 se celebró en el First Union Center de Filadelfia (Pensilvania). Kobe Bryant ganó su primer MVP del partido en su tierra natal. El Oeste ganó 135-120 al este.
- Antes de comenzar la temporada, Michael Jordan, por entonces copropietario de Washington Wizards, anunció su segunda vuelta a la NBA, esta vez como jugador de los Wizards.
- Dallas Mavericks jugó su primer partido en su nuevo pabellón, American Airlines Center, además de estrenar logo y uniformes.
- Fue la última campaña en la que tanto la NBC como la TBS televisaron partidos de la NBA.
- Los equipos vistieron en sus camisetas la bandera de Estados Unidos y un lazo en honor a las víctimas de los ataques terroristas del 11 de septiembre. Toronto Raptors utilizó las banderas estadounidense y canadiense.
- Los Raptors encadenaron una racha negativa perdiendo 17 de 18 partidos y colocándose con un balance de 30-38. Sorprendentemente, en los últimos 14 partidos de la temporada regular ganaron 12 de ellos y finalizaron con un 42-40 que les permitía entrar en playoffs.
- New Jersey Nets, que nunca habían ganado 50 partidos en una temporada, y cuyo mayor éxito era haber superado la primera ronda de playoffs, ganaron 52 encuentros y alcanzaron las Finales de la NBA.
- Con los Nets en las Finales, Denver Nuggets se convertía en el único equipo procedente de la ABA en no disputar unas Finales de la NBA hasta 2023.
- Jayson Williams, exjugador de la NBA y All-Star, fue acusado de asesinato de su chófer de limusina el 14 de febrero de 2002. Debido a ello fue inmediatamente despedido de la NBC, donde actualmente trabajaba.

## Clasificaciones
| Equipo             | V  | D  | %V   | P  |
| ------------------ | -- | -- | ---- | -- |
| New Jersey Nets    | 52 | 30 | .634 | -  |
| Boston Celtics     | 49 | 33 | .598 | 3  |
| Orlando Magic      | 44 | 38 | .537 | 8  |
| Philadelphia 76ers | 43 | 39 | .524 | 9  |
| Washington Wizards | 37 | 45 | .451 | 15 |
| Miami Heat         | 36 | 46 | .439 | 16 |
| New York Knicks    | 30 | 52 | .366 | 22 |

| Equipo              | V  | D  | %V   | P  |
| ------------------- | -- | -- | ---- | -- |
| Detroit Pistons     | 50 | 32 | .610 | -  |
| Charlotte Hornets   | 44 | 38 | .537 | 6  |
| Toronto Raptors     | 42 | 40 | .512 | 8  |
| Indiana Pacers      | 42 | 40 | .512 | 8  |
| Milwaukee Bucks     | 41 | 41 | .500 | 9  |
| Atlanta Hawks       | 33 | 49 | .402 | 17 |
| Cleveland Cavaliers | 29 | 53 | .354 | 21 |
| Chicago Bulls       | 21 | 61 | .256 | 29 |

| Equipo                 | V  | D  | %V   | P  |
| ---------------------- | -- | -- | ---- | -- |
| San Antonio Spurs      | 58 | 24 | .707 | -  |
| Dallas Mavericks       | 57 | 25 | .695 | 1  |
| Minnesota Timberwolves | 50 | 32 | .610 | 8  |
| Utah Jazz              | 44 | 38 | .537 | 14 |
| Houston Rockets        | 28 | 54 | .341 | 30 |
| Denver Nuggets         | 27 | 55 | .329 | 31 |
| Memphis Grizzlies      | 23 | 59 | .280 | 35 |

| Equipo                 | V  | D  | %V   | P  |
| ---------------------- | -- | -- | ---- | -- |
| Sacramento Kings       | 61 | 21 | .744 | -  |
| Los Angeles Lakers C   | 58 | 24 | .707 | 3  |
| Portland Trail Blazers | 49 | 33 | .598 | 12 |
| Seattle Supersonics    | 45 | 37 | .549 | 16 |
| Los Angeles Clippers   | 39 | 43 | .476 | 22 |
| Phoenix Suns           | 36 | 46 | .439 | 25 |
| Golden State Warriors  | 21 | 61 | .256 | 40 |

* V: Victorias
* D: Derrotas
* %V: Porcentaje de victorias
* P: Partidos de diferencia respecto a la primera posición
* C: Campeón

## Estadísticas
| Categoría                    | Jugador          | Equipo              | Estadísticas |
| ---------------------------- | ---------------- | ------------------- | ------------ |
| Puntos por partido           | Allen Iverson    | Philadelphia 76ers  | 31.4         |
| Rebotes por partido          | Ben Wallace      | Detroit Pistons     | 13.0         |
| Asistencias por partido      | Andre Miller     | Cleveland Cavaliers | 10.9         |
| Robos por partido            | Allen Iverson    | Philadelphia 76ers  | 2.8          |
| Tapones por partido          | Ben Wallace      | Detroit Pistons     | 3.5          |
| Porcentaje de tiros de campo | Shaquille O'Neal | Los Angeles Lakers  | 57.9         |
| Porcentaje de tiros libres   | Reggie Miller    | Indiana Pacers      | 91.1         |
| Porcentaje de triples        | Steve Smith      | San Antonio Spurs   | 47.2         |

## Premios
- MVP de la Temporada
  -  Tim Duncan (San Antonio Spurs)
- Mejor Defensor
  -  Ben Wallace (Detroit Pistons)
- Rookie del Año
  -  Pau Gasol (Memphis Grizzlies)
- Mejor Sexto Hombre
  -  Corliss Williamson (Detroit Pistons)
- Jugador Más Mejorado
  -  Jermaine O'Neal (Indiana Pacers)
- Entrenador del Año
  -  Rick Carlisle (Detroit Pistons)

| - Primer Quinteto de la Temporada - F - Tim Duncan, San Antonio Spurs - F - Tracy McGrady, Orlando Magic - C - Shaquille O'Neal, Los Angeles Lakers - G - Kobe Bryant, Los Angeles Lakers - G - Jason Kidd, New Jersey Nets | - Segundo Quinteto de la Temporada - F - Kevin Garnett, Minnesota Timberwolves - F - Chris Webber, Sacramento Kings - C - Dirk Nowitzki, Dallas Mavericks - G - Gary Payton, Seattle Supersonics - G - Allen Iverson, Philadelphia 76ers | - Tercer Quinteto de la Temporada - F - Ben Wallace, Detroit Pistons - F - Jermaine O'Neal, Indiana Pacers - C - Dikembe Mutombo, Philadelphia 76ers - G - Paul Pierce, Boston Celtics - G - Steve Nash, Dallas Mavericks |

| - Primer Quinteto Defensivo - Tim Duncan, San Antonio Spurs - Kevin Garnett, Minnesota Timberwolves - Ben Wallace, Detroit Pistons - Gary Payton, Seattle Supersonics - Jason Kidd, New Jersey Nets | - Segundo Quinteto Defensivo - Bruce Bowen, San Antonio Spurs - Clifford Robinson, Detroit Pistons - Dikembe Mutombo, Philadelphia 76ers - Kobe Bryant, Los Angeles Lakers - Doug Christie, Sacramento Kings |

| - Mejor Quinteto de Rookies - Pau Gasol, Memphis Grizzlies - Shane Battier, Memphis Grizzlies - Jason Richardson, Golden State Warriors - Tony Parker, San Antonio Spurs - Andréi Kirilenko, Utah Jazz | - Segundo Mejor Quinteto de Rookies - Jamaal Tinsley, Indiana Pacers - Richard Jefferson, New Jersey Nets - Eddie Griffin, Houston Rockets - Zeljko Rebraca, Detroit Pistons - Vladimir Radmanović, Seattle Supersonics - Joe Johnson, Boston Celtics/Phoenix Suns |